# Col du Chioula
Le col du Chioula est un col ariégeois qui se situe à 1 432 mètres d'altitude. Il effectue la liaison entre la haute vallée de l'Ariège et le plateau de Sault. Il est situé aux confins des communes de Caussou et de Vaychis, non loin de celles d'Ignaux et de Prades. Il est emprunté par la route des cols, tout comme le col de Marmare dont il est proche.

## Géographie
Dans le terroir historique du Sabarthès, ce col est principalement accessible depuis Ax-les-Thermes en s'élevant au nord-est par les lacets du Bosquet et de la Calmeraie puis par la route de l'Aude où se trouve une épingle à gauche en direction de Sorgeat et Ignaux. Par la D 613 (ancienne route nationale 613 de Narbonne à Ax-les-Thermes), on atteint le col en limite sud de la commune de Caussou et en limite nord de la commune de Vaychis.

## Histoire
Au début des années 1950, un télécorde est installé sur l'adret du roc de l'Orri d'Ignaux, à l'est du col, au-dessus du refuge du Chioula et du col de Pierre Blanche. En 1964, il est remplacé par un téléski à perches fixes Montaz Mautino. Celui-ci démarre à 1 595 mètres d'altitude pour finir à 1 710 mètres, juste sous le sommet qui s'élève à 1 724 mètres. En raison de l'éloignement du téléski du parking situé au col, un ancien char d'artillerie muni de chenilles est reconverti en véhicule pour tracter les touristes skis aux pieds entre ces deux lieux distants d'environ trois kilomètres,. Le téléski n'existe plus aujourd'hui mais sa trace rectiligne est toujours visible dans le bois qui recouvre les pentes de la montagne.

## Activités

### Ski de fond
La station de ski de fond du Chioula est installée aux abords du col.

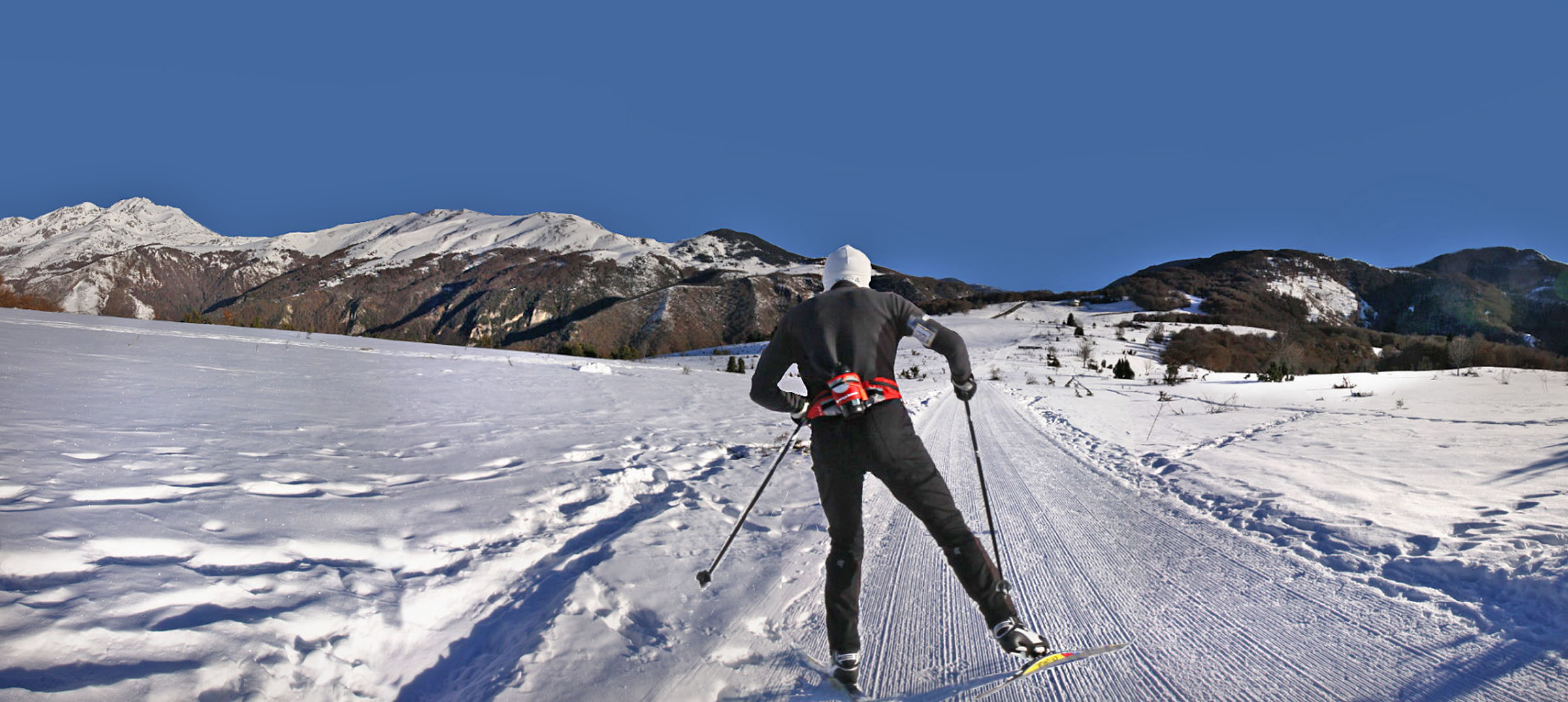
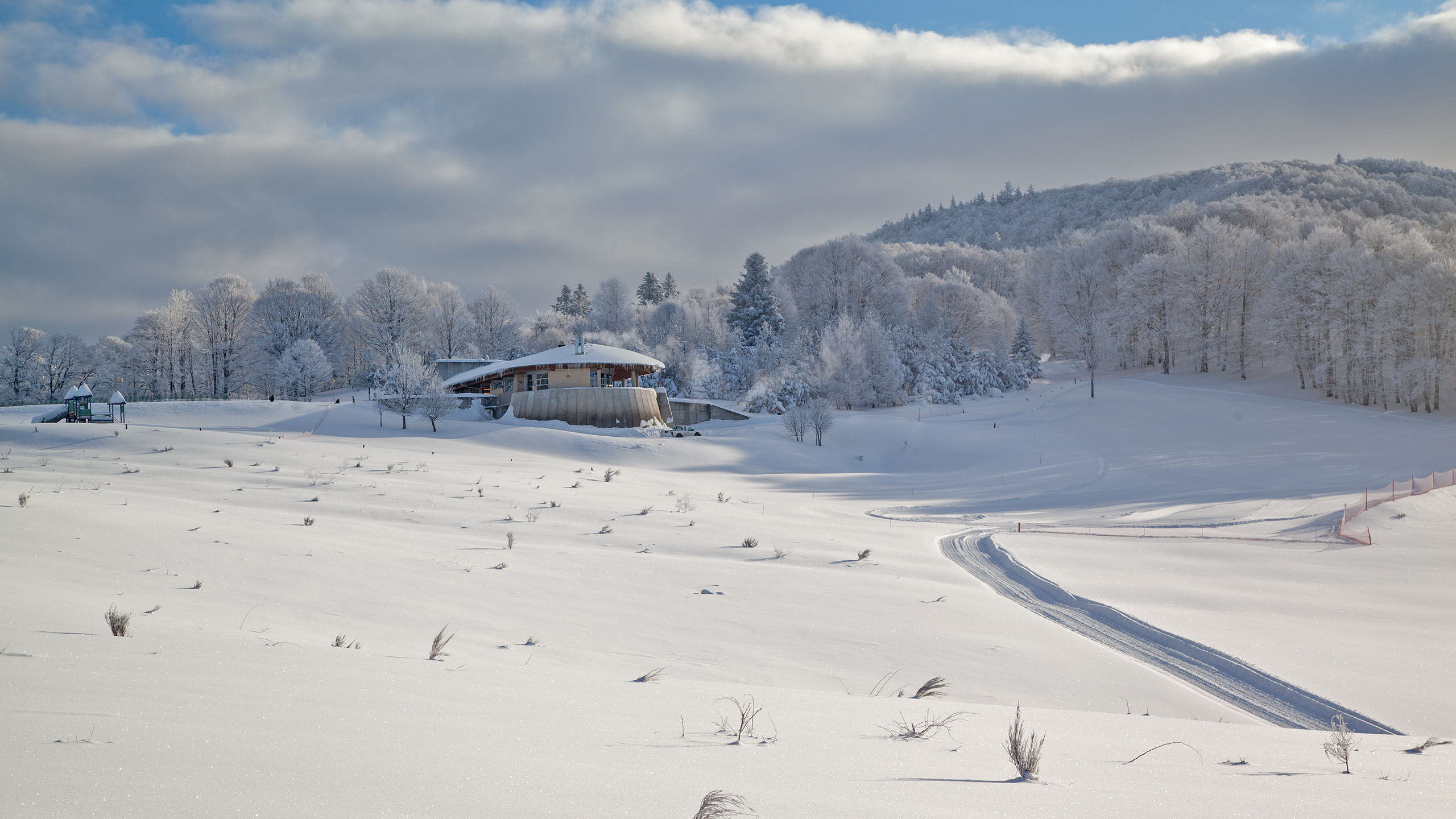
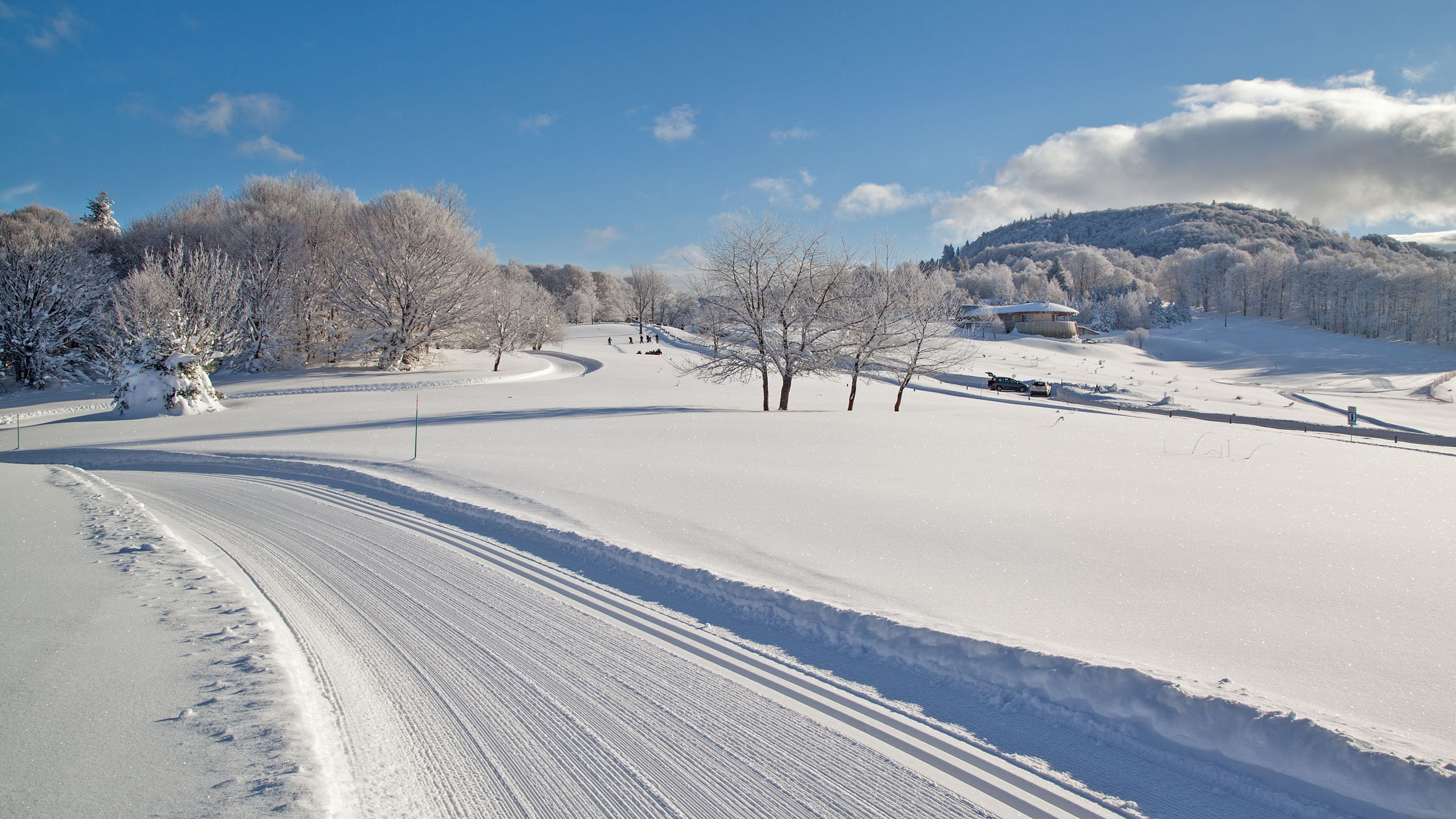

### Cyclisme
Le col du Chioula peut constituer un enchaînement avec le plateau de Bonascre. Il a été emprunté par le Tour de France à quatre reprises (1955, 1965, 1997 et 2001) avant d'être supplanté par le Port de Pailhères.
Le coureur Nello Lauredi faillit y perdre la vie sur la quinzième étape Narbonne - Ax-les-Thermes du Tour de France 1955, après une lourde chute.

#### Tour de France: passages au sommet
- 1955 : Luciano Pezzi  Italie
- 1965 : Rik Van Looy  Belgique
- 1997 : Richard Virenque  France
- 2001 : Paolo Bettini  Italie

#### Autres courses cyclistes
La Route du Sud l'a déjà emprunté à plusieurs reprises, notamment en 2006 en direction d'Ax 3 Domaines, ou en 2018 avant de continuer vers les Pyrénées audoises.

### Activités outdoor

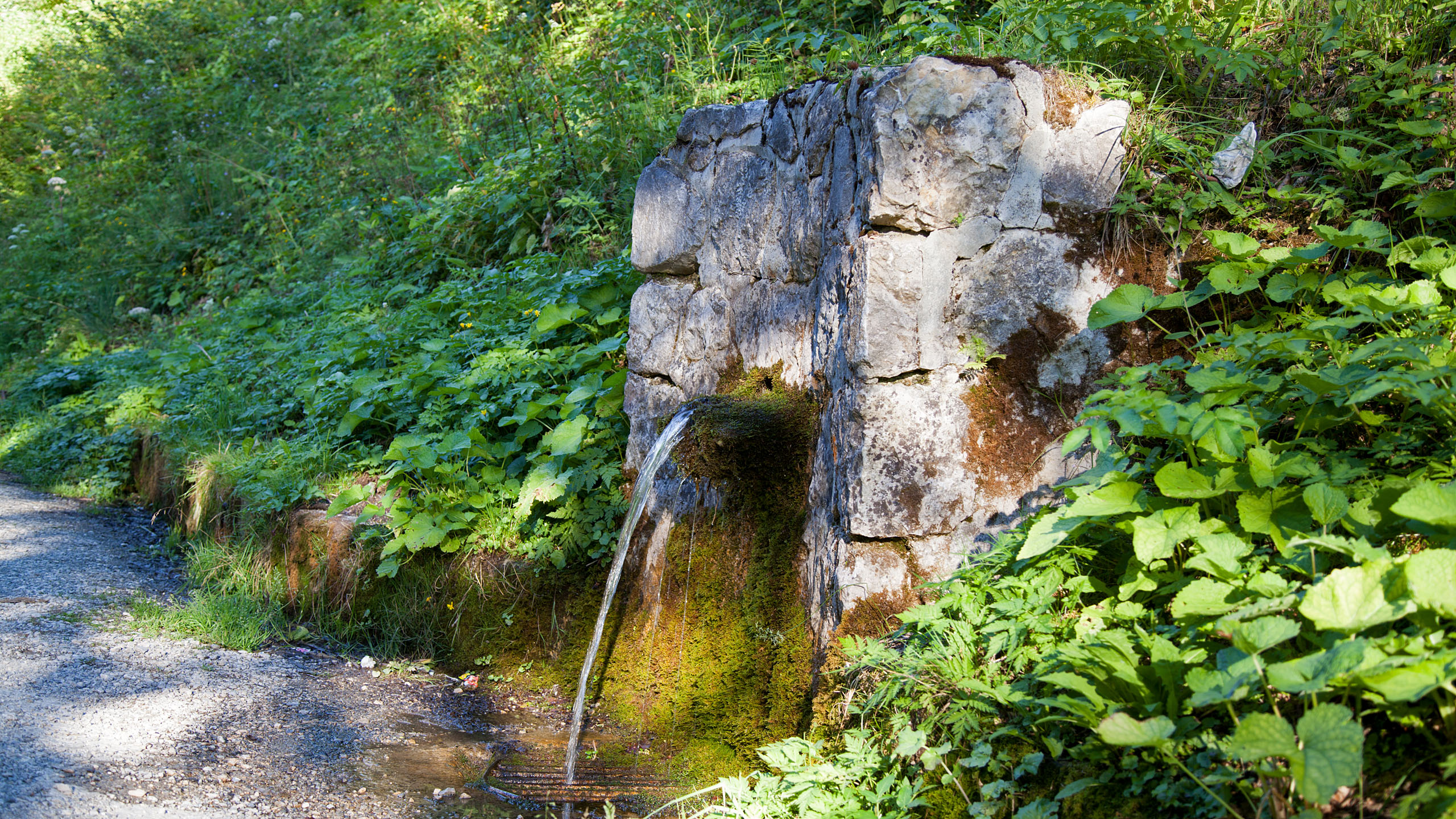
La fontaine des Ivrognes sur la RD 613 entre le col du Chioula et le col d'en Ferret.

Depuis le début de l'été 2018, le col accueille diverses activités nature, toute l'année pour certaines, telles que la grimpe d'arbres, le cani-kart, le biathlon, la rando trail, les soirées astro-découvertes, les balades à poney, la marche nordique, la location de ski de fond ou raquettes avec ou sans accompagnateur, le traîneau avec chiens ou rennes, la visite d'estives, la nuit en refuge, la location de chalet en montagne, la restauration toute la journée et certaines soirées, ou encore la location de VTT électriques avec ou sans accompagnateur, et même des ateliers fusées hydropneumatiques pour les familles.
Le col est aussi une étape de randonnées avec âne bâté et un espace naturel montagnard. Des randonnées accompagnées sont également assurées par l'Observatoire de la montagne et le Bureau des guides d'Ax-les-Thermes.

### Restauration
À quelques pas du col se trouve le restaurant d'altitude « La Marmotte toquée », spécialiste de cuisine gastronomique du terroir.
Le col du Chioula est également le point de départ de randonnées pouvant mener au refuge du Chioula, assurant restauration et hébergement.